# Bagua

Un Bagua ("Seconda sequenza celeste" o "Cielo Posteriore")

Il bagua (Cinese: 八卦; letteralmente: otto simboli) o pakua è un simbolo i cui significati si riscontrano in vari campi della millenaria cultura cinese: dal Taoismo, alle tecniche Feng shui, alle arti marziali. Ba significa otto, gua significa numero. Il significato di bagua (ba gua) è dunque otto numeri. È generalmente rappresentato con un Taijitu centrale, contornato da otto trigrammi dell'I Ching, allineati ciascuno ad un punto cardinale, formando un perfetto ottagono. Le linee che costituiscono i trigrammi sono distinguibili in due tipi:
- Linee intere: rappresentanti la polarità positiva, Yang.
- Linee spezzate: rappresentanti la polarità negativa, Yin.

I trigrammi sono costituiti ognuno da tre di queste linee, assemblate in otto diverse combinazioni. Ciascun trigramma può essere inoltre combinato con ognuno degli altri, dando origine a sessantaquattro gruppi da sei linee, i sessantaquattro esagrammi. Questi sessantaquattro esagrammi costituiscono le basi del libro cinese dell'oracolo: rappresentano infatti tutte le possibili condizioni della vita umana. Una leggenda afferma che il sistema di trigrammi ed esagrammi fu sviluppato da Zhou Gong, il consigliere e parente del primo imperatore della dinastia Zhou.
Del bagua esistono due versioni, che differiscono essenzialmente per la disposizione dei trigrammi, e quindi delle varie zone di influenza. Queste due versioni si chiamano Prima sequenza celeste o Cielo Anteriore e Seconda sequenza celeste o Cielo Posteriore. Il bagua del Cielo Anteriore si utilizza per la progettazione dei cimiteri, quello del Cielo Posteriore per le dimore dei viventi.

## Significati
I trigrammi hanno moltissimi significati, ma si può dire che generalmente simboleggiano i flussi di energia che attraversano il mondo e possono condizionare la vita umana. Essi possono essere considerati ad esempio rappresentazioni simboliche del nucleo familiare. Raffigurano infatti il padre, la madre e i vari gradi dei figli, sia femmine che maschi. I trigrammi si possono trovare rappresentati sugli abiti dei sacerdoti taoisti e su muri, soffitti e pavimenti dei templi cinesi. Rappresentazioni del bagua si possono trovare anche nelle case cinesi, all'ingresso, a volte direttamente sulla porta. Si crede infatti che utilizzato come amuleto il simbolo tenga lontani gli spiriti maligni.
| Zona | Elemento | Influenza  | Colore                  | Punto cardinale |
| Li   | Fuoco    | Fortuna    | Rosso                   | Sud             |
| Kun  | Terra    | Famiglia   | Rosa                    | Sudovest        |
| Dui  | Lago     | Creatività | Bianco                  | Ovest           |
| Qian | Cielo    | Relazioni  | Grigio, bianco, celeste | Nordovest       |
| Kan  | Acqua    | Successo   | Blu, nero               | Nord            |
| Gen  | Montagna | Conoscenza | Marrone o giallo        | Nordest         |
| Zhen | Tuono    | Salute     | Verde scuro             | Est             |
| Xun  | Vento    | Ricchezza  | Verde                   | Sudest          |
| ---- | -------- | ---------- | ----------------------- | --------------- |

### Punti cardinali
- Il Nord si trova sul lato inferiore del bagua ed è associato all'inverno, all'acqua, al buio, la quiete, il freddo e la mezzanotte.
- Il Sud si trova sul lato superiore del bagua ed è associato all'estate, al fuoco, alla luce, al movimento, al caldo e al mezzogiorno.
- L'Est si trova sul lato sinistro del bagua, associato alla primavera, al tuono,al legno, alla luce e al calore in aumento, alla crescita e alla mattina.
- L'Ovest, sulla destra, è associato all'autunno, al metallo, alla diminuzione della luce e del calore, al declino e al crepuscolo.

### Elementi mistici
Ogni manifestazione dell'energia del Tao, si manifesta in cinque categorie indipendenti, i cinque elementi: Legno, Fuoco, Metallo, Terra, Acqua. Si pensa che essi influiscano sulla vita dell'uomo: sia esternamente, attraverso il clima e l'ambiente; sia internamente, attraverso i processi chimici che avvengono dentro al corpo.

#### Polarità
Ognuno dei cinque elementi è caratterizzato dalla tendenza ad una polarità, o Yin, o Yang:
- Legno e Fuoco sono di natura Yang;
- Metallo e Acqua sono di natura Yin;
- La Terra è di natura neutra, è sia Yin che Yang, poiché è il perno su cui si basano e in cui si ritrovano tutti gli altri elementi.

L'Acqua e il Fuoco simboleggiano dunque la totale opposizione dei principi Yin e Yang, per questo sono disposti simmetricamente in contrapposizione nel bagua.

#### Interconnessioni
Ciclo di controllo
I cinque elementi sono interconnessi tra loro da una serie di legami in cui un elemento domina sull'altro:
- Il Legno domina la Terra perché la ricopre e se ne nutre, un eccesso di Legno rende la Terra sterile;
- La Terra domina l'Acqua perché l'argina e l'assorbe;
- L'Acqua domina il Fuoco perché lo spegne;
- Il Fuoco domina il Metallo, fondendolo;
- Il Metallo domina il Legno perché lo taglia e una presenza eccessiva di Metallo inibisce la crescita del Legno.

Ciclo di generazione
- Il Legno origina e alimenta il Fuoco;
- Il Fuoco genera la Terra attraverso la combustione del Legno;
- La Terra depositandosi genera il Metallo;
- Il Metallo genera l'Acqua (la lava vulcanica forma vapore acqueo prima di solidificarsi e metallizzarsi).
- L'Acqua genera il legno

#### Significati specifici
- Il Legno dà origine al Fuoco. Caratterizza il movimento verso l'esterno. Il suo punto cardinale è l'est, il sorgere del Sole. Infatti il Legno simboleggia in particolare la nascita, la primavera (stagione di riattivazione della vita naturale), l'esplosione della vita e quindi dell'eneregia Qi. Il colore del Legno è il verde.
- Il Fuoco rappresenta il movimento di superficializzazione dell'energia. È simbolo di massima attività sostenibile. Esso genera la Terra, combinato con il Legno, infatti dalla combustione di questo ha origine l'humus. La stagione corrispondente al Fuoco è l'estate, stagione in cui l'energia e la vitalità naturale giungono al loro apice. Il colore corrispondente è l'arancione. Nella vita umana corrisponde alla crescita.
- La Terra è il movimento di ripartizione di armonizzazione dell'energia, stabilizza per il suo carattere di nutrice e madre, tutti gli altri elementi. La stagione che vi corrisponde è la fine dell'estate. I colori correlati sono generalmente il giallo, il marrone e l'arancione. Nella vita umana rappresenta l'equilibrio psicofisico, la maturità.
- Il Metallo simboleggia la decrescita, è il movimento dell'interiorizzazione, dal sottosuolo vengono estratti minerali e metalli. Il Metallo è nascosto nella Terra e simboleggia l'autunno. Simboleggia la vecchiaia, il decadimento fisico. Il metallo dà origine all'acqua. I colori sono solitamente il grigio e il giallo, raffiguranti probabilmente l'oro e l'argento, i metalli più preziosi. Tuttavia è spesso presente anche il bianco.
- L'Acqua, rappresenta la stagnazione, la condensazione dell'energia. È il simbolo dell'attività minima, del riposo. la stagione corrispondente è l'inverno. L'Acqua è generata dal Metallo. Nei periodi della vita umana simboleggia la fase finale e la morte. I colori corrispondenti possono essere il nero o il blu.

### Elementi naturali

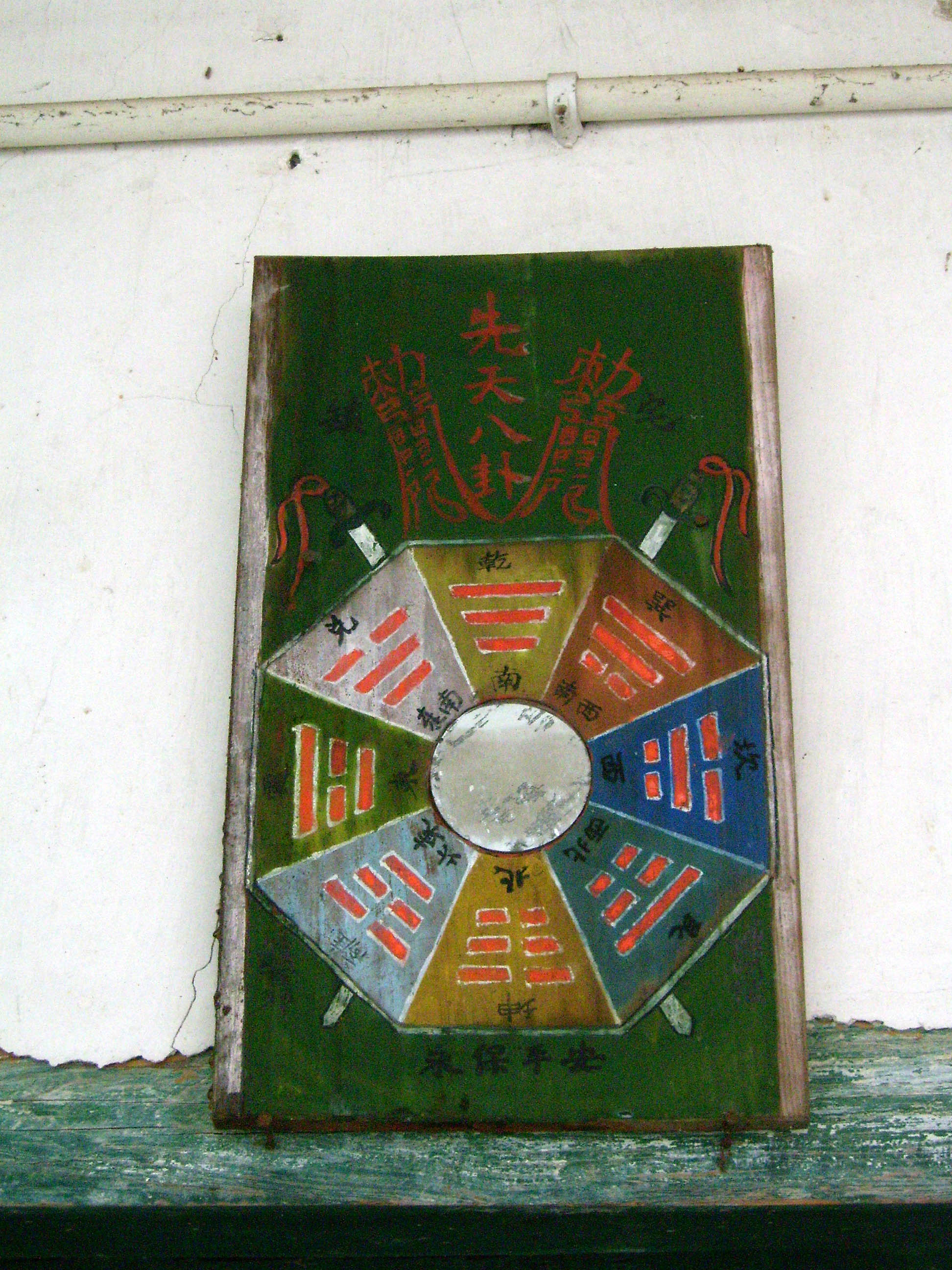
Un bagua (prima sequenza celeste) su una tavoletta di legno.

#### Zona Kan
- Punto cardinale: Nord
- Elemento mistico: Acqua
- Elemento naturale: Acqua
- Influenza: Successo
- Colore: Blu - nero

Senza l'Acqua molte forme di vita non esisterebbero, essa infatti nutre e sostenta ma può anche rappresentare una delle forze naturali più brutali e pericolose. L'Acqua ha sempre affascinato per la sua capacità di non distruggersi mai, può infatti trasformarsi, ma prima o poi tornare sempre alla sua forma base. Essa ha inoltre la facoltà di insinuarsi dovunque, non ha limiti e costrizioni e inoltre è la metafora perfetta della pazienza: solo l'Acqua è infatti capace di sostenere battaglie di centinaia, migliaia di anni contro avversari apparentemente indistruttibili, ed essere sempre la vincitrice finale. Goccia dopo goccia infatti l'Acqua può disintegrare una roccia. Il movimento degli oceani è regolato sia dalla Luna, sia dalla forza di gravità terrestre. Questi influssi immettono energia anche in mari, fiumi e laghi. L'energia dell'Acqua è sempre in movimento, fluida, ha direzione mutevole e spesso crea dei nuovi percorsi.
L'acqua è sempre energia di tipo Yin. A volte fluida e sfuggente, altre volte ristagnante in paludi e pozzanghere. I primi mistici cinesi erano convinti che l'Acqua avesse una sua forza particolare: una forza delicata, morbida e priva di passione. Ma l'Acqua suscitava anche timore e ammirazione, quando assumeva la forma di torrenti, di fiumi impetuosi e cascate.
L'Acqua è sempre stata vista come simbolo di ricchezza. Nei sistemi Fengshui l'Acqua è una delle energie più potenti, simboleggia infatti il fluire e la libertà. Nelle relazioni e nella vita sentimentale, l'Acqua introduce un elemento fluido, un'attività, un'evoluzione relazionale. È collegata anche all'energia sessuale, così come il Lago.

#### Zona Kun
- Punto cardinale: Sudovest
- Elemento mistico: Grande terra
- Elemento naturale: Terra
- Influenza: Famiglia
- Colore: Rosa

La Terra è l'elemento che assembla tutti gli altri e che li nutre. Gli altri quattro elementi dipendono direttamente da essa. La Terra è il simbolo del legame dell'uomo alla vita materiale ed alle emozioni, ma al contempo simboleggia anche il legame con l'universo. Perdendo il contatto con la Terra, si perdono i sentimenti, l'intuizione e la recettività, ossia la capacità di percepire ciò che proviene dal mondo, dalla natura e dalle relazioni interpersonali. Ecco perché è importante interagire con l'energia invisibile della Terra.

#### Zona Zhen
- Punto cardinale: Est
- Elemento mistico: Grande legno
- Elemento naturale: Tuono
- Influenza: Salute
- Colore: Verde - marrone

Il Tuono - nella sua capacità di arrivare all'improvviso portando luce e pioggia - è il simbolo dello scatenarsi dell'immensa potenza della natura, incontrollabile, imprevedibile, estremamente vivificante in determinate situazioni ed estremamente distruttiva in altre. Psicologicamente esso rappresenta l'ego umano nel suo istinto primordiale, qualcosa che non si può controllare, e che può provenire sia dall'interno che dall'esterno. Il Tuono simboleggia anche l'impeto dell'inizio di un ciclo, la nascita e la fertilità, ma anche l'arrivo di nuovi influssi, esterni, oppure interni.

#### Zona Xun
- Punto cardinale: Sudest
- Elemento mistico: Piccolo legno
- Elemento naturale: Vento
- Influenza: Ricchezza
- Colore: Verde

In Mesopotamia e nell'antico Egitto, l'elemento Vento, rappresentava il soffio vitale, mentre l'Acqua era la fonte della vita.
In molte civiltà e culture il Vento è considerato lo spirito. Alcuni spiriti sono buoni, altri cattivi. Nella tradizione del Fengshui si dovrebbe evitare di costruire una casa o scavare una tomba sulla cima di una collina, perché sarebbero esposte a troppi venti selvaggi. D'altra parte anche vivere in un luogo in cui c'è poca circolazione di aria non è assolutamente cosa positiva, infatti il Qi stagnante è negativo quanto il Qi selvaggio.
Il Vento è simbolo di armonia, progresso e felicità. Ma esso può essere anche fonte di morte e distruzione quando si scatena. Il Vento è portatore di un'energia armoniosa, un potere rigenerante, trasporta le nuvole da cui viene scaricata la pioggia, cioè l'Acqua. Il Vento è anche collegato al Legno, alle fronde degli alberi che stormiscono dolcemente nell'aria e sono al contempo correlate alla Terra, dalla quale ricevono nutrimento e radicamento. Il Vento è dunque simbolo di penetrazione e di progresso, la continua attività che esso impartisce con il suo fluire rappresenta la continua spinta a cui l'uomo deve sottoporsi per poter progredire nella sua esistenza, per andare avanti e fare sempre nuove esperienze. Senza progresso, senza Vento e quindi senza variabilità la vita ristagna e diventa negativa. Il Vento è collegato anche al denaro e alla gioia che esso può offrire o sottrarre.

#### Zona centrale
Il Centro è il nodo più profondo della rete, la chiave armonica dell'energia invisibile. L'energia che si trova in questo punto è forse la più ostica con cui rapportarsi e la più difficile da definire. Nello stesso tempo, se affrontata nel modo giusto, è la più potente e la più pura.
Il simbolo del Taijitu rappresenta la fase Taiji del ciclo energetico dell'universo, questa fase è il frutto della contrapposizione perpetua delle due polarità Yin e Yang:
- La polarità Yin tende verso l'immobilità assoluta, verso la materia;
- La polarità Yang tende verso la mobilità estrema, verso l'energia più sottile, impalpabile.

Questa dualità di yin e yang genera movimento, attività e genera la vita.
Nel bagua: Yin rappresenta la notte, l'oscurità, il freddo, l'inverno, l'acqua, la Luna, il principio femminile, la manifestazione materiale, la Terra; Yang invece rappresenta il giorno, la luce, il calore, l'estate, il fuoco, il Sole, il principio maschile, la trascendenza, il Cielo. Nell'universo Yin e Yang coesistono in proporzioni variabili non potendo esistere l'uno senza l'altro, data la legge di complementarità del Tao. Come l'atomo con il suo nucleo e gli elettroni, lo Yin e lo Yang si alternano nel tempo senza fine. Nella teoria cinese della evoluzione dello Yin-Yang sono insiti anche i concetti di relatività e di ritmicità.
L'area centrale del bagua simboleggia il rapporto che la persona ha con sé stessa. Nel corpo, questa zona energetica si manifesta in un punto a metà strada tra l'ombelico e la biforcazione delle gambe. Nelle culture orientali, questo è un importante centro di gravità, soprattutto nel corpo spirituale e in scuole di meditazione dinamica come il Taijiquan e il Kitaiso. In queste tradizioni viene chiamato Hara. È il punto di partenza dell'energia, l'autentico centro del nostro essere. Il centro ci aiuta a scoprire chi siamo realmente: stabilire un contatto con noi stessi e conoscerci pienamente è una delle cose più difficili da affrontare nella vita.

#### Zona Qian
- Punto cardinale: Nordovest
- Elemento mistico: Grande metallo
- Elemento naturale: Cielo
- Influenza: Relazioni
- Colore: Grigio - bianco - colori metallici

Il Cielo è di estrema polarità Yang. Esso è l'inizio di una nuova attività, un'azione. Nel Fengshui tradizionale, il Cielo rappresenta l'inizio della creazione; è ciò che scende sulla Terra per creare la vita. Simbolo dell'energia maschile, il Cielo si trova all'estremo opposto della Terra, che è energia femminile e in combinazione con la quale rappresenta l'eterno rapporto mistico tra Yin e Yang. Esso fa guardare oltre l'individualità e fa comprendere ciò che non si conosce. Il Cielo è strettamente legato alle relazioni interpersonali, esso simboleggia il modo personale di esprimere e indirizzare i sentimenti. Raffigura anche l'incoraggiamento e il contraccambio dei sentimenti liberamente donati dagli altri.

#### Zona Dui
- Punto cardinale: Ovest
- Elemento mistico: Piccolo metallo
- Elemento naturale: Lago
- Influenza: Creatività
- Colore: bianco - grigio - colori metallici

L'amore fisico è la forma di creatività più potente, magica e ispiratrice che si possa sperimentare. Il Lago simboleggia l'energia di una relazione, che può diventare un'entità quasi a sé stante. Nel Taoismo l'unione sessuale è una pratica estremamente importante. Essa simboleggia infatti l'unione delle due controparti mistiche, delle due polarità della vita, Yin e Yang, incarnati nell'uomo e nella donna. Il sesso è una pratica che attraverso l'orgasmo e l'estasi che ne derivano, provoca un'esplosione energetica che permette di raggiungere la contemplazione della verità e l'immortalità. L'unione sessuale è potenza e la si deva comprendere in quanto tale. Il Lago è una vasta area di acqua statica, riflette il Cielo e sta adagiato sulla Terra, altra metafora dell'unione di due controparti.

#### Zona Gen
- Punto cardinale: Nordest
- Elemento mistico: Piccola terra
- Elemento naturale: Montagna
- Influenza: Conoscenza - consapevolezza
- Colore: Marrone - arancione - beige

Le montagne sono una fonte di potenza indescrivibile, che si può solo percepire. Esse sono infatti una delle più alte espressioni della potenza della natura. La Montagna non è né Yin né Yang, come la Terra, e come quest'ultima rappresenta anche il punto in cui le due controparti mistiche e le energie da essi sprigionate, trovano un equilibrio. L'immagine potente che la Montagna suggerisce è quella di un ostacolo da superare. Le sfide sono essenziali per mantenere una vita perennemente attiva. In un certo senso infatti, esse rappresentano quanto di più esterno c'è all'individualità. Come le montagne sono misteriose e invalicabili così sono anche i sentimenti delle persone, che non sempre si riescono a comprendere fino in fondo. L'ostacolo della montagna rappresenta le difficoltà nelle relazioni con gli altri, i problemi derivati dall'incomprensione. L'immagine della montagna conduce anche ad una certa consapevolezza dei propri limiti, in modo da moderarsi per agire sempre nel modo migliore e soprattutto sempre rispettando sé stessi e gli altri.

#### Zona Li
- Punto cardinale: Sud
- Elemento mistico: Fuoco
- Elemento naturale: Fuoco
- Influenza: Fama - fortuna
- Colore: Rosso

In tutte le civiltà e in tutte le religioni il Fuoco ha sempre rappresentato un potente simbolo di energia. Prometeo sottrasse il Fuoco che Zeus aveva serbato per gli dèi e lo donò al genere umano. Nella mitologia, è il fuoco che dà l'ispirazione.
Il Fuoco riguarda lo spirito che vive dentro l'uomo e che lo conduce verso il futuro, l'ardore che conduce l'uomo a sprigionare tutte le proprie potenzialità. Senza il fuoco l'uomo non potrebbe esprimersi, evolversi sia psicologicamente sia spiritualmente. Senza una direzione e senza una meta per il futuro, si ristagna e si perde il senso della progettualità. Il fuoco rappresenta dunque l'evoluzione, il progresso, ciò che spinge l'uomo a dare sempre il meglio di sé. L'emblema di questa energia è la fenice, l'uccello di fuoco, una fonte perpetua di energia; parallelamente c'è anche il rosso, da millenni abbinato all'ardore e allo sviluppo.